# Algodão de Jandaíra
Algodão de Jandaíra is een gemeente in de Braziliaanse deelstaat Paraíba. De gemeente telt 2.425 inwoners (schatting 2009).
De gemeente grenst aan Pocinhos, Remígio, Areia, Casserengue en Barra de Santa Rosa.